# کیم یونگ-هو
کیم یونگ-هو (انگلیسی: Kim Young-ho؛ زادهٔ ۹ آوریل ۱۹۷۱) شمشیرباز اهل کره جنوبی است.
وی در مسابقات کشوری و بین‌المللی در مجموع برندهٔ ۱ مدال طلا، ۱ مدال نقره، ۲ مدال برنز شده‌است.